# Claremont, Kalifornien
Claremont är en collegestad i Los Angeles County, Kalifornien, USA cirka 50 km öster om centrala Los Angeles vid San Gabriel Mountains sydsluttning. Invånarantalet uppgick 2010 till 34 926. Claremont är känt för sina sju institutioner för högre utbildning, trädkantade gator och historiska byggnader. I juli 2007 utnämnde tidningen CNN/Money staden som den femte bästa platsen att bo på i USA, och som den högst rankade i Kalifornien. Två år senare hamnade staden dock utanför topp-hundra-listan. Till följd av det stora antalet träd och boende med doktorsgrad är staden känd som "the City of Trees and PhDs."
Orten kan nås med Metrolink-tåg från bland annat Los Angeles och San Bernardino.

## Kända nuvarande eller tidigare bofasta personer
- Jessica Alba
- Buckethead
- Glenn Davis
- Snoop Dogg
- Ben Harper
- David Lindley
- Mark McGwire
- David Foster Wallace
- Frank Zappa